# Football Association of Maldives
Die Football Association of Maldives (FAM) (deutsch: Fußballverband der Malediven) ist der nationale Fußballverband der Malediven.
Sie steht unter dem Einfluss des Ministeriums für Jugend und Sport, und damit des Maledivischen Staates und ist für die Kontrolle und Organisation im Bereich Fußball verantwortlich. So veranstaltet der Fußballverband unter anderem die Dhivehi League und weitere Ligen sowie den nationalen Pokalwettbewerb und ist für die Maledivische Fußballnationalmannschaft verantwortlich. 
Die FAM wurde im Jahr 1982 gegründet und trat im Jahr 1986 der Fédération Internationale de Football Association (FIFA) sowie der Asian Football Confederation (AFC) bei. Die Organisation hat ihren Sitz in der Hauptstadt der Malediven, Malé. Präsident ist (Stand Juli 2020) Bassam Adeel Jaleel, Vizepräsident ist Ali Umar.